# Spyker F1
A Spyker F1 egy  holland Formula–1-es csapat, amely az MF1 Racing utódjaként vett részt a 2007-es Formula–1 világbajnokságban. A holland csapat megtartotta elődje székhelyét Silverstoneban, az Egyesült Királyságban. A csapat Ferrari motorokkal indult a 2007-es szezonban. Két versenyzőjük Christijan Albers és Adrian Sutil, tesztpilótáik Markus Winkelhock, Fairuz Fauzy, Adrian Valles és Giedo van der Garde voltak.
2007-ben a Spyker autója olyannyira gyengének bizonyult, hogy a szezon utolsó harmadában bevetették a B-változatot, mely gyorsabb volt az előzőnél és Adrian Sutil a japán nagydíjon egy pontot szerzett nyolcadik helyével.
Az esős európai nagydíjon Albers helyére Winkelhock érkezett egy verseny erejéig, aki az első néhány körben vezette a versenyt a többi csapat rossz gumiválasztása miatt. Helyére ezután Jamamoto Szakont ültették be.
Augusztus 14-én Michiel Mol bejelentette, hogy a csapatot eladták és Force India néven fog részt venni a 2008-as Formula–1 világbajnokságban.

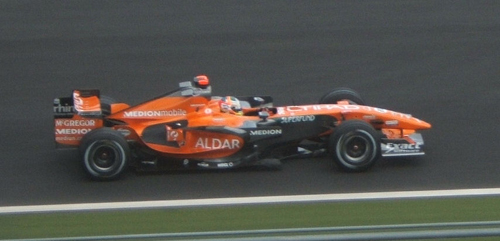
Sutil 2007-ben a Spykerrel

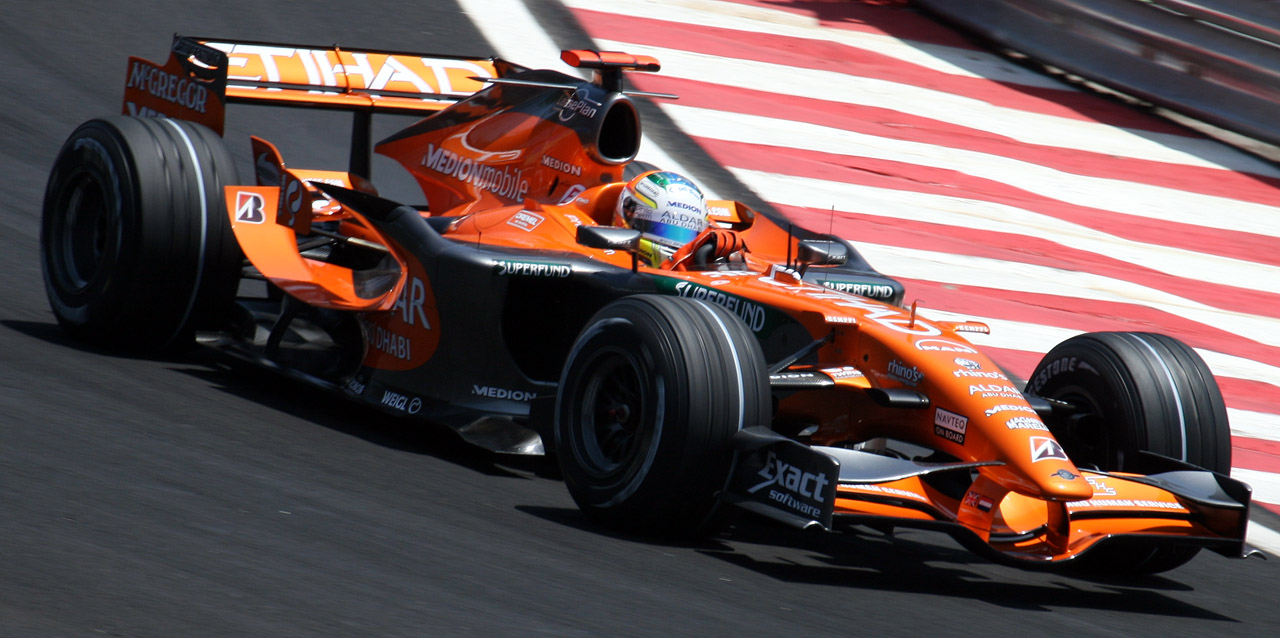
Sutil a brazil nagydíj szabadedzésén

## Eredmények a Formula–1-ben

### Összefoglaló
| Szezon | Név                         | Modell                       | Gumi | Motor      | Üzemanyag | Versenyzõk                                                       | Helyezés     |
| ------ | --------------------------- | ---------------------------- | ---- | ---------- | --------- | ---------------------------------------------------------------- | ------------ |
| 2007   | Etihad Aldar Spyker F1 Team | Spyker F8-VII Spyker F8-VIIB | B    | Ferrari V8 | Shell     | Adrian Sutil Christijan Albers Markus Winkelhock Jamamoto Szakon | 10. (1 pont) |

### Teljes Formula–1-es eredménysorozata
(Táblázat értelmezése)

(Félkövér: pole-pozícióból indult; dőlt: leggyorsabb kört futott) 

| A Spyker teljes Formula–1-es eredménysorozata | A Spyker teljes Formula–1-es eredménysorozata | A Spyker teljes Formula–1-es eredménysorozata | A Spyker teljes Formula–1-es eredménysorozata | A Spyker teljes Formula–1-es eredménysorozata | A Spyker teljes Formula–1-es eredménysorozata | A Spyker teljes Formula–1-es eredménysorozata | A Spyker teljes Formula–1-es eredménysorozata |     |     |     |     |     |     |     |     |     |     |     |     |     |     |      |          |
| Év                                            | Típus                                         | Motor                                         | Gumi                                          | Versenyző                                     | 1                                             | 2                                             | 3                                             | 4   | 5   | 6   | 7   | 8   | 9   | 10  | 11  | 12  | 13  | 14  | 15  | 16  | 17  | Pont | Helyezés |
| --------------------------------------------- | --------------------------------------------- | --------------------------------------------- | --------------------------------------------- | --------------------------------------------- | --------------------------------------------- | --------------------------------------------- | --------------------------------------------- | --- | --- | --- | --- | --- | --- | --- | --- | --- | --- | --- | --- | --- | --- | ---- | -------- |
| 2007                                          | F8-VII F8-VIIB                                | Ferrari 056 2.4 V8                            | B                                             |                                               | AUS                                           | MAL                                           | BHR                                           | ESP | MON | CAN | USA | FRA | GBR | EUR | HUN | TUR | ITA | BEL | JPN | CHN | BRA | 1    | 10.      |
| 2007                                          | F8-VII F8-VIIB                                | Ferrari 056 2.4 V8                            | B                                             | Adrian Sutil                                  | 17                                            | Ki                                            | 15                                            | 13  | Ki  | Ki  | 14  | 17  | Ki  | Ki  | 17  | 21  | 19  | 14  | 8   | Ki  | Ki  | 1    | 10.      |
| 2007                                          | F8-VII F8-VIIB                                | Ferrari 056 2.4 V8                            | B                                             | Christijan Albers                             | Ki                                            | Ki                                            | 14                                            | 14  | 19  | Ki  | 15  | Ki  | 15  |     |     |     |     |     |     |     |     | 1    | 10.      |
| 2007                                          | F8-VII F8-VIIB                                | Ferrari 056 2.4 V8                            | B                                             | Markus Winkelhock                             |                                               |                                               |                                               |     |     |     |     |     |     | Ki  |     |     |     |     |     |     |     | 1    | 10.      |
| 2007                                          | F8-VII F8-VIIB                                | Ferrari 056 2.4 V8                            | B                                             | Jamamoto Szakon                               |                                               |                                               |                                               |     |     |     |     |     |     |     | Ki  | 20  | 20  | 17  | 12  | 17  | Ki  | 1    | 10.      |

## Külső hivatkozások
- Honlap
- Spyker.lap.hu - linkgyűjtemény